# Ted Karras
Theodore George Karras III (15 marzo 1993) è un giocatore di football americano statunitense che milita nel ruolo di offensive guard per i Cincinnati Bengals della National Football League (NFL).

## Carriera

### New England Patriots
Al college, Karras giocò a football con gli Illinois Fighting Illini. Fu scelto nel corso del sesto giro (221º assoluto) nel Draft NFL 2016 dai New England Patriots. Nella prima gara stagionale partì come titolare nella gara contro gli Arizona Cardinals a causa degli infortuni di Shaq Mason e Jonathan Cooper. Divise i minuti in campo con Mason nella settimana 2 ma per il resto della stagione rimase sempre la riserva di Mason. Il 5 febbraio 2017 si laureò campione NFL con la vittoria dei Patriots sugli Atlanta Falcons nel Super Bowl LI.
Alla fine della stagione 2018 Karras vinse il Super Bowl LIII battendo i Los Angeles Rams per 13-3, conquistando il suo secondo anello.

### Miami Dolphins
Il 18 marzo 2020 Karras firmò con i Miami Dolphins un contratto annuale del valore di 4 milioni di dollari.

### Cincinnati Bengals
Il 14 marzo 2022 Karras firmò con i Cincinnati Bengals un contratto triennale del valore di 18 milioni di dollari.

## Palmarès

### Franchigia
- Super Bowl : 2

New England Patriots: LI, LIII
- American Football Conference Championship: 3

New England Patriots: 2016, 2017, 2018

## Famiglia
Karras è il pronipote di Alex Karras, quattro volte Pro Bowler con i Detroit Lions e attore nella sitcom degli anni 80 Webster.